# 稽古录
稽古錄，北宋司馬光作品，凡二十卷，由《历年图》、《历代君臣事迹》和《百官公卿表》等编集而成，記事上始於三皇五帝，下至北宋英宗治平末年，年代皆超出《資治通鑑》斷限以外。

## 历史
《稽古錄》取《尚书》“曰若稽古”之语为书名。元祐元年（1086年）呈进，附三十六条“臣光曰”。晁補之說：“皇朝司馬光君實編。起自三皇，止皇朝英宗治平末。”《朱子语类》曰：“《稽古录》一书，可备讲筵官僚进读，小儿读《六经》了，令读之亦好。末後一表，其言如蓍龟，一一皆验。”「稽古錄」算是《資治通鑑》的首部曲，一本簡而易懂的參考手冊。